# Маргија де Сус (Арђеш)
Маргија де Сус (рум. Mârghia de Sus) насеље је у Румунији у округу Арђеш у општини Лунка Корбулуј. Oпштина се налази на надморској висини од 260 m.

## Становништво
Према подацима из 2002. године у насељу је живело 282 становника, од којих су сви румунске националности.